# Видова
Видова је насеље у Србији у општини Чачак у Моравичком округу. Према попису из 2022. било је 85 становника (према попису из 1991. било је 190 становника).
Овде се налази Црква Успења Пресвете Богородице у Видови посвећена патријарху Иринеју, који је рођен у овом селу 1930. године.

## Демографија
У насељу Видова живе 132 пунолетна становника, а просечна старост становништва износи 44,6 година (42,7 код мушкараца и 46,6 код жена). У насељу има 53 домаћинства, а просечан број чланова по домаћинству је 2,94.
Ово насеље је великим делом насељено Србима (према попису из 2002. године), а у последња три пописа, примећен је пад у броју становника.
|  |

| Демографија | Демографија | Демографија |
| Година      | Становника  | Становника  |
| ----------- | ----------- | ----------- |
| 1948.       | 280         |             |
| 1953.       | 284         |             |
| 1961.       | 271         |             |
| 1971.       | 249         |             |
| 1981.       | 217         |             |
| 1991.       | 190         | 190         |
| 2002.       | 156         | 157         |
| 2011.       | 121         |             |

| Етнички састав према попису из 2002.‍ | Етнички састав према попису из 2002.‍ | Етнички састав према попису из 2002.‍ | Етнички састав према попису из 2002.‍ | Етнички састав према попису из 2002.‍ |
| ------------------------------------ | ------------------------------------ | ------------------------------------ | ------------------------------------ | ------------------------------------ |
|                                      |                                      |                                      |                                      |                                      |
| Срби                                 | Срби                                 |                                      | 144                                  | 92,30%                               |
| Црногорци                            | Црногорци                            |                                      | 10                                   | 6,41%                                |
| непознато                            | непознато                            |                                      | 2                                    | 1,28%                                |

| Година пописа     | 1948. | 1953. | 1961. | 1971. | 1981. | 1991. | 2002. |
| ----------------- | ----- | ----- | ----- | ----- | ----- | ----- | ----- |
| Број домаћинстава | 46    | 49    | 56    | 62    | 64    | 65    | 53    |

| Број чланова      | 1  | 2  | 3 | 4 | 5 | 6 | 7 | 8 | 9 | 10 и више | Просек |
| ----------------- | -- | -- | - | - | - | - | - | - | - | --------- | ------ |
| Број домаћинстава | 14 | 12 | 9 | 5 | 8 | 4 | 1 | 0 | 0 | 0         | 2,94   |

| Пол    | Укупно | Неожењен/Неудата | Ожењен/Удата | Удовац/Удовица | Разведен/Разведена | Непознато |
| ------ | ------ | ---------------- | ------------ | -------------- | ------------------ | --------- |
| Мушки  | 68     | 18               | 42           | 3              | 5                  | 0         |
| Женски | 69     | 11               | 42           | 15             | 1                  | 0         |
| УКУПНО | 137    | 29               | 84           | 18             | 6                  | 0         |

| Пол    | Укупно                    | Пољопривреда, лов и шумарство | Рибарство                            | Вађење руде и камена | Прерађивачка индустрија       |
| ------ | ------------------------- | ----------------------------- | ------------------------------------ | -------------------- | ----------------------------- |
| Мушки  | 27                        | 2                             | 0                                    | 0                    | 9                             |
| Женски | 18                        | 4                             | 0                                    | 0                    | 4                             |
| УКУПНО | 45                        | 6                             | 0                                    | 0                    | 13                            |
| Пол    | Производња и снабдевање   | Грађевинарство                | Трговина                             | Хотели и ресторани   | Саобраћај, складиштење и везе |
| Мушки  | 3                         | 3                             | 1                                    | 1                    | 4                             |
| Женски | 0                         | 1                             | 5                                    | 2                    | 0                             |
| УКУПНО | 3                         | 4                             | 6                                    | 3                    | 4                             |
| Пол    | Финансијско посредовање   | Некретнине                    | Државна управа и одбрана             | Образовање           | Здравствени и социјални рад   |
| Мушки  | 0                         | 1                             | 1                                    | 1                    | 0                             |
| Женски | 1                         | 0                             | 0                                    | 1                    | 0                             |
| УКУПНО | 1                         | 1                             | 1                                    | 2                    | 0                             |
| Пол    | Остале услужне активности | Приватна домаћинства          | Екстериторијалне организације и тела | Непознато            | Непознато                     |
| Мушки  | 1                         | 0                             | 0                                    | 0                    | 0                             |
| Женски | 0                         | 0                             | 0                                    | 0                    | 0                             |
| УКУПНО | 1                         | 0                             | 0                                    | 0                    | 0                             |

## Познате особе
- Иринеј Гавриловић, патријарх српски
- Нина Гавриловић, српска монахиња